# 神奈川県高等学校一覧
| 総数                        | 231校                                                                   |
| 国立                        | 0校                                                                     |
| 公立                        | 152校                                                                   |
| 私立                        | 79校                                                                    |
| 県教育委員会所在地          | 〒231-8588                                                              |
| 神奈川県横浜市中区日本大通1 |                                                                         |
| 公式サイト                  | 神奈川県教育委員会 横浜市教育委員会 川崎市教育委員会 横須賀市教育委員会 |

神奈川県高等学校一覧（かながわけん こうとうがっこういちらん）は、神奈川県の高等学校および中等教育学校（後期課程）の一覧。廃止した高等学校については、神奈川県高等学校の廃校一覧を参照。
全日制課程の存在しない高等学校については、定時制は「○○高等学校｛定時制｝」通信制は「○○高等学校｛通信制｝」定時制・通信制共に存在する場合は、定時制表記で記載する。

## 神奈川県の公立高等学校・公立中等教育学校

### 横浜市の県立高等学校・県立中等教育学校

#### 鶴見区
- 神奈川県立鶴見高等学校
- 神奈川県立鶴見総合高等学校

#### 神奈川区
- 神奈川県立神奈川総合高等学校
- 神奈川県立神奈川工業高等学校
- 神奈川県立城郷高等学校
- 神奈川県立横浜翠嵐高等学校

#### 西区
- 神奈川県立横浜平沼高等学校

#### 中区
- 神奈川県立横浜立野高等学校
- 神奈川県立横浜緑ケ丘高等学校

#### 南区
- 神奈川県立横浜国際高等学校
- 神奈川県立横浜清陵高等学校

#### 保土ケ谷区
- 神奈川県立光陵高等学校
- 神奈川県立商工高等学校
- 神奈川県立保土ケ谷高等学校

#### 磯子区
- 神奈川県立磯子工業高等学校
- 神奈川県立横浜氷取沢高等学校

#### 金沢区
- 神奈川県立金沢総合高等学校
- 神奈川県立釜利谷高等学校

#### 港北区
- 神奈川県立港北高等学校
- 神奈川県立岸根高等学校
- 神奈川県立新羽高等学校

#### 戸塚区
- 神奈川県立上矢部高等学校
- 神奈川県立舞岡高等学校
- 神奈川県立横浜桜陽高等学校

#### 港南区
- 神奈川県立永谷高等学校
- 神奈川県立横浜南陵高等学校
- 神奈川県立横浜明朋高等学校｛定時制｝

#### 旭区
- 神奈川県立旭高等学校
- 神奈川県立希望ケ丘高等学校
- 神奈川県立二俣川看護福祉高等学校
- 神奈川県立横浜旭陵高等学校

#### 緑区
- 神奈川県立霧が丘高等学校
- 神奈川県立白山高等学校

#### 瀬谷区
- 神奈川県立横浜瀬谷高等学校

#### 栄区
- 神奈川県立金井高等学校
- 神奈川県立柏陽高等学校
- 神奈川県立横浜栄高等学校

#### 泉区
- 神奈川県立松陽高等学校
- 神奈川県立横浜修悠館高等学校｛通信制｝
- 神奈川県立横浜緑園高等学校

#### 青葉区
- 神奈川県立市ヶ尾高等学校
- 神奈川県立田奈高等学校
- 神奈川県立元石川高等学校

#### 都筑区
- 神奈川県立荏田高等学校
- 神奈川県立川和高等学校
- 神奈川県立新栄高等学校

### 横浜市の市立高等学校

#### 鶴見区
- 横浜市立東高等学校
- 横浜市立横浜サイエンスフロンティア高等学校

#### 中区
- 横浜市立みなと総合高等学校

#### 南区
- 横浜市立横浜商業高等学校
- 横浜市立横浜総合高等学校｛定時制｝

#### 保土ケ谷区
- 横浜市立桜丘高等学校

#### 金沢区
- 横浜市立金沢高等学校

#### 戸塚区
- 横浜市立戸塚高等学校

#### 港南区
- 横浜市立南高等学校

### 川崎市の県立高等学校

#### 川崎区
- 神奈川県立川崎高等学校
- 神奈川県立大師高等学校

#### 中原区
- 神奈川県立川崎工科高等学校
- 神奈川県立新城高等学校
- 神奈川県立住吉高等学校

#### 多摩区
- 神奈川県立生田高等学校
- 神奈川県立生田東高等学校
- 神奈川県立菅高等学校
- 神奈川県立多摩高等学校
- 神奈川県立向の岡工業高等学校
- 神奈川県立百合丘高等学校

#### 宮前区
- 神奈川県立川崎北高等学校

#### 麻生区
- 神奈川県立麻生高等学校
- 神奈川県立麻生総合高等学校

### 川崎市の市立高等学校

#### 川崎区
- 川崎市立川崎高等学校

#### 幸区
- 川崎市立川崎総合科学高等学校
- 川崎市立幸高等学校

#### 中原区
- 川崎市立橘高等学校

#### 高津区
- 川崎市立高津高等学校

### 相模原市の県立高等学校・県立中等教育学校

#### 緑区
- 神奈川県立相原高等学校
- 神奈川県立相模原城山高等学校
- 神奈川県立津久井高等学校
- 神奈川県立橋本高等学校

#### 中央区
- 神奈川県立相模原高等学校
- 神奈川県立相模田名高等学校
- 神奈川県立相模原弥栄高等学校
- 神奈川県立上溝高等学校
- 神奈川県立上溝南高等学校

#### 南区
- 神奈川県立麻溝台高等学校
- 神奈川県立神奈川総合産業高等学校
- 神奈川県立上鶴間高等学校
- 神奈川県立相模原中等教育学校

### その他の市町村の県立(市立)高等学校・県立中等教育学校

#### 横須賀市の県立高等学校
- 神奈川県立横須賀高等学校
- 神奈川県立横須賀大津高等学校
- 神奈川県立横須賀工業高等学校
- 神奈川県立横須賀南高等学校
- 神奈川県立追浜高等学校
- 神奈川県立海洋科学高等学校
- 神奈川県立津久井浜高等学校

#### 横須賀市の市立高等学校
- 横須賀市立横須賀総合高等学校

#### 平塚市
- 神奈川県立平塚中等教育学校
- 神奈川県立平塚工科高等学校
- 神奈川県立平塚江南高等学校
- 神奈川県立平塚農商高等学校
- 神奈川県立平塚湘風高等学校
- 神奈川県立高浜高等学校

#### 鎌倉市
- 神奈川県立鎌倉高等学校
- 神奈川県立大船高等学校
- 神奈川県立七里ガ浜高等学校
- 神奈川県立深沢高等学校

#### 藤沢市
- 神奈川県立湘南高等学校
- 神奈川県立湘南台高等学校
- 神奈川県立藤沢工科高等学校
- 神奈川県立藤沢清流高等学校
- 神奈川県立藤沢総合高等学校
- 神奈川県立藤沢西高等学校

#### 小田原市
- 神奈川県立小田原高等学校
- 神奈川県立小田原城北工業高等学校
- 神奈川県立小田原東高等学校
- 神奈川県立西湘高等学校

#### 茅ヶ崎市
- 神奈川県立茅ケ崎高等学校
- 神奈川県立茅ケ崎西浜高等学校
- 神奈川県立茅ケ崎北陵高等学校
- 神奈川県立鶴嶺高等学校

#### 逗子市
- 神奈川県立逗子葉山高等学校

#### 三浦市
- 神奈川県立三浦初声高等学校

#### 秦野市
- 神奈川県立秦野高等学校
- 神奈川県立秦野総合高等学校
- 神奈川県立秦野曽屋高等学校

#### 厚木市
- 神奈川県立厚木高等学校
- 神奈川県立厚木北高等学校
- 神奈川県立厚木王子高等学校
- 神奈川県立厚木清南高等学校
- 神奈川県立厚木西高等学校

#### 大和市
- 神奈川県立大和高等学校
- 神奈川県立大和西高等学校
- 神奈川県立大和東高等学校
- 神奈川県立大和南高等学校

#### 伊勢原市
- 神奈川県立伊志田高等学校
- 神奈川県立伊勢原高等学校

#### 海老名市
- 神奈川県立海老名高等学校
- 神奈川県立有馬高等学校
- 神奈川県立中央農業高等学校

#### 座間市
- 神奈川県立座間高等学校
- 神奈川県立座間総合高等学校
- 神奈川県立相模向陽館高等学校｛定時制｝

#### 南足柄市
- 神奈川県立足柄高等学校

#### 綾瀬市
- 神奈川県立綾瀬高等学校
- 神奈川県立綾瀬西高等学校

#### 高座郡寒川町
- 神奈川県立寒川高等学校

#### 中郡大磯町
- 神奈川県立大磯高等学校

#### 中郡二宮町
- 神奈川県立二宮高等学校

#### 足柄上郡大井町
- 神奈川県立大井高等学校

#### 足柄上郡山北町
- 神奈川県立山北高等学校

#### 足柄上郡開成町
- 神奈川県立吉田島高等学校

#### 愛甲郡愛川町
- 神奈川県立愛川高等学校

## 神奈川県の私立高等学校・私立中等教育学校

### 横浜市の私立高等学校・中等教育学校

#### 鶴見区
- 聖ヨゼフ学園高等学校
- 橘学苑高等学校
- 鶴見大学附属高等学校
- 白鵬女子高等学校
- 法政大学国際高等学校

#### 神奈川区
- 浅野高等学校
- 神奈川学園高等学校
- 捜真女学校高等学部
- 横浜創英高等学校

#### 中区
- 聖光学院高等学校
- フェリス女学院高等学校
- 横浜共立学園高等学校
- 横浜女学院高等学校
- 横浜雙葉高等学校

#### 南区
- 青山学院横浜英和高等学校
- 関東学院高等学校

#### 保土ケ谷区
- 横浜清風高等学校

#### 磯子区
- 横浜学園高等学校

#### 金沢区
- 関東学院六浦高等学校
- 横浜高等学校
- 横浜創学館高等学校

#### 港北区
- 英理女子学院高等学校
- 慶應義塾高等学校
- 清心女子高等学校｛通信制｝
- 日本大学高等学校
- 武相高等学校

#### 戸塚区
- 公文国際学園高等部

#### 旭区
- 横浜富士見丘学園中等教育学校
- 横浜商科大学高等学校
- 星槎高等学校

#### 緑区
- 神奈川大学附属高等学校
- 森村学園高等部
- 横浜翠陵高等学校

#### 瀬谷区
- 横浜隼人高等学校

#### 栄区
- 山手学院高等学校

#### 泉区
- 秀英高等学校｛通信制｝

#### 青葉区
- 桐蔭学園高等学校
- 桐蔭学園中等教育学校

#### 都筑区
- サレジオ学院高等学校
- 中央大学附属横浜高等学校

### 川崎市の私立高等学校

#### 中原区
- 大西学園高等学校
- 法政大学第二高等学校

#### 高津区
- 洗足学園高等学校

#### 多摩区
- カリタス女子高等学校
- 日本女子大学附属高等学校

#### 麻生区
- 桐光学園高等学校

### 相模原市の私立高等学校

#### 緑区
- シュタイナー学園高等部

#### 中央区
- 麻布大学附属高等学校

#### 南区
- 光明学園相模原高等学校
- 相模女子大学高等部
- 東海大学付属相模高等学校

### その他の市町村の私立高等学校

#### 横須賀市
- 湘南学院高等学校
- 緑ヶ丘女子高等学校
- 横須賀学院高等学校
- 三浦学苑高等学校

#### 平塚市
- 平塚学園高等学校

#### 鎌倉市
- 栄光学園高等学校
- 鎌倉学園高等学校
- 鎌倉女学院高等学校
- 鎌倉女子大学高等部
- 北鎌倉女子学園高等学校
- 清泉女学院高等学校

#### 藤沢市
- 鵠沼高等学校
- 慶應義塾湘南藤沢高等部
- 湘南学園高等学校
- 湘南工科大学附属高等学校
- 湘南白百合学園高等学校
- 藤嶺学園藤沢高等学校
- 日本大学藤沢高等学校
- 藤沢翔陵高等学校
- 聖園女学院高等学校

#### 小田原市
- 旭丘高等学校
- 相洋高等学校

#### 茅ヶ崎市
- アレセイア湘南高等学校

#### 逗子市
- 逗子開成高等学校
- 聖和学院高等学校

#### 厚木市
- 厚木中央高等学校｛通信制｝

#### 大和市
- 柏木学園高等学校
- 聖セシリア女子高等学校

#### 伊勢原市
- 向上高等学校
- 自修館中等教育学校

#### 足柄上郡松田町
- 立花学園高等学校

#### 足柄上郡山北町
- 鹿島山北高等学校｛通信制｝

#### 足柄下郡箱根町
- 函嶺白百合学園高等学校